# Miguel Alexandre
Miguel Alexandre [miˈɣɛɫ ɐləˈʃãdɾə] (Faro, 21 de Março de 1968) é um cineasta e guionista luso-alemão.
Nascido em Portugal, cedo se mudou para Lübeck com a sua família. Foi nesta cidade que terminou os estudos secundários (Abitur). Depois estudou cinematografia na escola de cinema de Munique, a Hochschule für Fernsehen und Film München. O filme "Nana" (1995) realizado pela ARD foi o seu trabalho de final de curso. Alexandre mora em Eversen-Heide, parte do município de Appel, que fica a cerca de 15 km a sudoeste de Hamburgo.
Alexandre é conhecido pelos seus longos filmes, divididos muitas vezes em várias partes, entre eles "Die Frau vom Checkpoint Charlie" (2007) e "Schicksalsjahre" (2011). Em 2005 foi atribuído ao seu filme "Grüße aus Kaschmir" (2004) o maior prémio de televisão alemã, o Prémio Adolf Grimme (Adolf-Grimme-Preis).

## Filmografia
- 1995: Nana
- 2000: Gran Paradiso
- 2000: Die kleine Zeugin (A pequena testemunha, um episódio da série "Tatort")
- 2002: Das Geheimnis des Lebens (O segredo da vida)
- 2004: Grüße aus Kaschmir (Cumprimentos de Caxemira)
- 2005: Der Mann von nebenan lebt! (O homem do lado ainda vive!)
- 2005: Die Diebin und der General (A ladra e o general)
- 2006: Störtebeker
- 2007: Die Frau vom Checkpoint Charlie (A mulher do Checkpoint Charlie, 2 partes)
- 2007: Der Tod meiner Schwester (A morte da minha irmã)
- 2008: Die Patin – Kein Weg zurück (A madrinha – sem regresso, 3 partes)
- 2008: Leben und Tod (Vida e morte, piloto da série de 8 episódios, "Die Anwälte", Os advogados)
- 2009: Kinder des Sturms (Filhos da tempestade)
- 2009: Eine Frage des Vertrauens (Uma questão de confiança)
- 2011: Schicksalsjahre (Anos do destino, 2 partes)
- 2011: Der Mann mit dem Fagott (O homem do fagote, 2 partes)